# Fédération Internationale Féline
Federation Internationale Féline (FIFe, pol. Międzynarodowa Federacja Felinologiczna) to organizacja zrzeszająca organizacje hodowców kotów rasowych z Europy, Azji oraz Ameryki Południowej. FIFe jest największą na świecie federacją felinologiczną. W Polsce reprezentowana jest przez stowarzyszenie Felis Polonia. Aktualnie FIFe zrzesza 42 kluby z 40 krajów.

## Historia
FIFe została założona w 1949 roku przez Madame Marguerite Ravel. Początkowa nazwa organizacji brzmiała Fédération Internationale Féline d'Europe (FIFe) lecz po przyjęciu w jej szeregi Brazylijskiego Klubu Hodowców zmieniono nazwę na aktualną.

## Działalność
Głównymi celami FIFe jest ustalanie standardów ras, szkolenie i egzaminowanie sędziów międzynarodowych, rejestracja krajowych i międzynarodowych przydomków hodowlanych oraz organizowanie wystaw międzynarodowych. Prace organizacji koordynowane są przez 6 osób: prezydenta, skarbnika, sekretarza i ich zastępców, oraz komisje: Sędziów i Standardów, Wystawowa, Zdrowia, LO i Dyscyplinarna. Ważne decyzje zapadają na corocznych Generalnych Zebraniach przedstawicieli wszystkich organizacji członkowskich.
W Polsce członkiem FIFe jest Polska Federacja Felinologiczna Felis Polonia (FPL).